# Sybroplocia sybroides
Sybroplocia sybroides là một loài bọ cánh cứng trong họ Cerambycidae.